# Aspergillus terreus
Aspergillus terreus, también conocido como Aspergillus terrestris, es un hongo (moho) que se encuentra en todo el mundo en el suelo. Aunque hasta hace poco se pensaba que era estrictamente asexual, ahora se sabe que A. terreus es capaz de reproducirse sexualmente. Este hongo saprótrofo prevalece en climas más cálidos, como las regiones tropicales y subtropicales. Además de ubicarse en el suelo, A. terreus también se ha encontrado en hábitats como vegetación en descomposición y polvo.
A. terreus se utiliza comúnmente en la industria para producir ácidos orgánicos importantes, como el ácido itacónico y el ácido cis-aconítico, así como enzimas, como la xilanasa. Fue también la fuente inicial para la mevinolina (lovastatina), un fármaco para bajar el colesterol sérico.
Aspergillus terreus puede causar infecciones oportunistas en personas con sistemas inmunológicos deficientes. Es relativamente resistente a la anfotericina B, un fármaco antimicótico común. Aspergillus terreus también produce ácido asptérico y 6-hidroximelleína, inhibidores del desarrollo del polen en Arabidopsis thaliana.
En 2023, científicos australianos descubrieron la capacidad de A. terreus de descomponer completamente el polipropileno en 140 días.

## Apariencia
Aspergillus terreus es de color marrón y se oscurece a medida que envejece en los medios de cultivo. En agar Czapek o agar extracto de malta (MEA) a 25 °C, las colonias tienen las condiciones para crecer rápidamente y tienen bordes lisos. En algunos casos pueden presentar un aspecto de mechones de cabello. Las colonias en agar extracto de malta crecen más rápido y esporulan más densamente que en cualquier otro medio de cultivo.
Aspergillus terreus tiene conidios que son compactos, biseriados y densamente columnares, que alcanzan 500 μm de altura y 30–50 μm de diámetro. Los conidióforos de A. terreus son lisos e hialinos de hasta 100–250 de altura y 4–6 μm de diámetro. Algo único de esta especie es la producción de aleurioconidios, esporas asexuales  producidas directamente en las hifas que son más grandes que los fialoconidios (p. ej. 6–7 μm de diámetro). Esta estructura puede ser influyente en el modo que A. terreus se presenta clínicamente, ya que puede inducir respuestas inflamatorias elevadas.
Este hongo se distingue fácilmente de las otras especies de Aspergillus por la coloración marrón canela de sus colonias y su producción de aleurioconidios. A. terreus es una especie termotolerante ya que tiene un crecimiento óptimo en temperaturas entre 35 y 40 °C y un crecimiento máximo entre 45 y 48 °C.

## Ecología
Aspergillus terreus, como otras especies de Aspergillus, produce esporas que se dispersan eficientemente en el aire a través de una variedad de distancias. La morfología de este hongo proporciona una forma accesible para que las esporas se dispersen globalmente en las corrientes de aire. La elevación de la cabeza esporulada sobre un tallo largo por encima de la superficie de crecimiento puede facilitar la dispersión de las esporas a través del aire. Normalmente, las esporas de los hongos se descargan en el aire en calma, pero A. terreus resuelve este problema con un tallo largo que permite que las esporas se descarguen en corrientes de aire como el viento. 
A su vez, A. terreus tiene más posibilidades de dispersar sus esporas en una vasta geografía, lo que posteriormente explica la prevalencia mundial del hongo.
A pesar de que A. terreus se encuentra en todo el mundo en suelos cultivables cálidos, se ha localizado en muchos hábitats diferentes, como el abono y el polvo. Con el tiempo, las esporas de hongos dispersas entran en contacto con material líquido o sólido y se depositan en él, pero sólo cuando las condiciones son adecuadas las esporas germinan. Una de las condiciones importantes para el hongo es el nivel de humedad presente en el material. Se ha informado que la actividad acuosa más baja (Aw) capaz de sustentar el crecimiento del hongo es 0.78. La tolerancia a condiciones de Aw relativamente bajas puede explicar, en parte, la naturaleza ubicua de esta especie dada su capacidad para crecer en una amplia gama de lugares. El suelo de las plantas en macetas es un hábitat común que favorece el crecimiento de A. terreus, y los suelos colonizados pueden ser reservorios importantes de infecciones nosocomiales. Otros hábitats incluyen algodón, cereales y vegetación en descomposición.

## Genoma
La Broad Fungal Genome Initiative (Iniciativa amplia del genoma fúngico), financiada por el Instituto Nacional de Alergias y Enfermedades Infecciosas llevó a cabo la secuenciación del genoma de A. terreus en 2006. El resultado fue una cobertura de secuencia del genoma de 11,05 ×. A. terreus contiene entre 30 y 35 Mbp y aproximadamente 10.000 genes codificadores de proteínas. La identificación de determinantes de virulencia dentro del genoma de A. terreus puede facilitar el desarrollo de nuevos enfoques para el tratamiento de enfermedades relacionadas con A. terreus. Además, debido a que A. terreus es resistente al fármaco antifúngico común anfotericina B, los mecanismos subyacentes a su resistencia pueden entenderse mejor mediante la investigación a nivel del genoma. El gen atX de la policétido sintasa produce ácido 6-metilsalicílico en A. terreus.